# Joaquim Augusto Tomé dos Santos
Joaquim Augusto Tomé dos Santos ComC • OA • GOA (Porto, Vitória, 7 de Dezembro de 1867 - Lisboa, São Sebastião da Pedreira, 10 de Janeiro de 1954) foi um militar e administrador colonial português.

## Família
Filho natural de Joaquim Tomé dos Santos, Cirurgião Ajudante do Regimento de Caçadores N.º 9, e de Angélica Monteiro, e neto paterno de Manuel Tomé dos Santos e de sua mulher Maria Joaquina de Jesus.

## Biografia
Alferes da Guarda Policial de Macau na altura do seu primeiro casamento e Alferes do Quadro Oriental do ultramar na altura do seu segundo casamento, que progrediu na carreira militar e passou à reforma no posto de Coronel, foi Governador Interino de Macau por duas vezes (17 de Julho de 1919 a 23 de Agosto de 1919 e 16 de Julho de 1924 a 18 de Outubro de 1925) e era Comandante Militar de Macau quando se deram os graves distúrbios de 1922.

### Condecorações[1][4]
- Oficial da Real Ordem Militar de São Bento de Avis de Portugal (? de ? de 1910)
- Grande-Oficial da Ordem Militar de São Bento de Avis de Portugal (24 de Novembro de 1920)
- Comendador da Ordem Militar de Nosso Senhor Jesus Cristo de Portugal (18 de Julho de 1925)

## Casamentos e descendência
Casou pela primeira vez em Macau, São Lourenço, a 2 de Outubro de 1890 com Zelinda Bárbara da Silva (Macau, Sé, 7 de Novembro de 1863 - ?), sem geração. Depois de casar, foram para Timor, onde ele fora colocado. No regresso a Macau, ela faleceu a bordo, dum ataque de coração, provocado pelo susto dum pequeno incêndio que deflagrou no navio, sendo o seu corpo lançado ao mar.
Casou pela segunda vez em Macau, São Lourenço, a 16 de Fevereiro de 1895 com Augusta Maria Juliana Álvares (Macau, Sé, 20 de Dezembro de 1866 - Lisboa, São Sebastião da Pedreira, 3 de Fevereiro de 1950), filha de João Jacques Floriano Álvares e de sua mulher Ana Maria Brandão Gomes, de quem teve um filho e uma filha: 
- Flávio José Álvares dos Santos (Macau, Sé, 10 de Dezembro de 1895 - Lisboa, São Sebastião da Pedreira, 23 de Junho de 1977)
- Angelina Maria Álvares dos Santos (Macau, Sé, 11 de Fevereiro de 1900 - ?)